# Daniel S. Frawley Stadium
O Segra Stadium é um estádio localizado em  Wilmington, estado do Delaware, nos Estados Unidos, possui capacidade total para 6.404 pessoas, é a casa do time do Wilmington Blue Rocks que joga na liga menor de beisebol Carolina League,o estádio foi inaugurado em 1993, onde existiam várias construções comerciais, o estádio também já foi a casa do Delaware Stars, time de beisebol da liga menor Maryland Fall Baseball em 1998.